# Joseph von Lauff

Joseph Lauff

Joseph Lauff mit seinem Vater und den Söhnen Adolf und Hans

Joseph Lauff, seit 1913 von Lauff, (* 16. November 1855 in Köln; † 20. August 1933 in Cochem-Sehl) war ein preußischer Oberstleutnant und Schriftsteller.

## Leben
Lauff war der Sohn des Geheimen Justizrats Peter Lauff (Notar in Köln). Er verbrachte seine Jugend vorwiegend in Kalkar und besuchte das Gymnasium in Münster. Von 1877 bis 1898 gehörte er dem preußischen Heer an; er war zeitweise in Köln stationiert und stieg bis zum Major auf. Nachdem er bereits in den Achtzigerjahren erste literarische Werke veröffentlicht hatte, wurde er 1898 von Kaiser Wilhelm II. zum Dramaturgen (Intendanturrat) des Königlichen Theaters in Wiesbaden berufen. Ab 1903 war Lauff freier Schriftsteller. Er genoss die Protektion Wilhelms II., der die preußisch-nationale Tendenz von Lauffs Dramen schätzte. Anlässlich des 25-jährigen Regierungsjubiläums erhob ihn Kaiser Wilhelm II. am 16. Juni 1913 in den erblichen preußischen Adelsstand.
Bei manchen zeitgenössischen Schriftstellerkollegen hingegen – allen voran Karl Kraus – war Lauff als trivialer „Hofdramatiker“ verschrien. Als z.D.-Offizier nahm Lauff am Ersten Weltkrieg teil und wirkte als Artillerieoffizier sowie Kriegsberichterstatter.
Lauffs umfangreiches literarisches Werk besteht vorwiegend aus Romanen, Erzählungen und Theaterstücken. In seinen Prosawerken behandelt er meist Themen aus seiner niederrheinischen Heimat. Immer wieder beschäftigen ihn die Konflikte zwischen Katholizismus und Protestantismus. Auffällig erscheint ein – nicht immer organisches – Nebeneinander von tragischen, humoristischen und (vereinzelten) phantastischen Momenten, etwa in dem Roman Marie Verwahnen.
Er gehörte zum Kreis der Autoren und Schriftsteller, die im Auftrag des Kölner Schokoladeproduzenten Ludwig Stollwerck an der literarischen Gestaltung der Stollwerck-Sammelbilder und Sammelalben mitarbeiteten. Weitere Autoren waren die Dichterin „T.Resa“ alias Theresa Gröhe, geb. Pauli-Greiffenberg, der Zoologe Prof. Paul Matschie, der Schriftsteller Hans Eschelbach, der Journalist Julius Rodenberg, der Lyriker Carl Hermann Busse, der Romancier Gustav Falke, die Dichterin Anna Ritter u. v. a. m.

## Ehrung
Am 19. Oktober 1930 wurde Lauff zum Ehrenbürger der Stadt Kalkar ernannt. Im Kölner Stadtteil Lindenthal wurde sein Wirken durch die Benennung der Von-Lauff-Straße geehrt.

## Werke
- Jan van Calker. Friedenau-Berlin 1883.
- Der Helfensteiner. Köln [u. a.] 1889.
- Die Overstolzin. Köln [u. a.] 1891.
- Die Hexe. Köln [u. a.] 1892.
- Klaus Störtebecker. Köln [u. a.] 1893.
- Inez de Castro. Köln [u. a.] 1894.
- Regina coeli. Köln [u. a.]
  - 1 (1894)
  - 2 (1894)
- Die Hauptmannsfrau. Berlin [u. a.] 1895.
- Herodias. Berlin [u. a.] 1896.
- Lauf' ins Land. Berlin [u. a.] 1896.
- Der Mönch von Sankt Sebald. Berlin [u. a.] 1896.
- Das rote Kreuz. Berlin [u. a.] 1896.
- Der Burggraf. Berlin [u. a.] 1897.
- Im Rosenhag. Berlin [u. a.] 1897.
- Advent. Berlin [u. a.] 1898.
- Der Eisenzahn. Berlin [u. a.] 1899.
- Die Geißlerin. Köln [u. a.] 1900.
- Kärrekiek. Berlin [u. a.] 1901 (Digitalisat)
- Rüschhaus. Berlin 1901.
- Der Heerohme. Berlin [u. a.] 1902.
- Marie Verwahnen. Köln [u. a.] 1902 (Digitalisat)
- Pittje Pittjewitt. Berlin 1903 (Digitalisat)
- Frau Aleit. Berlin 1905 (Digitalisat)
- Die Tanzmamsell. Berlin 1907 (Digitalisat)
- Der Deichgraf. Berlin [u. a.] 1908.
- Gotberga. Berlin [u. a.] 1908.
- Sankt Anne. Berlin 1908 (Digitalisat)
- Der Tucher von Köln. Mainz 1909.
- Sardanapal. Berlin 1909 (begleitende Dichtung zur großen historischen Pantomime am Kgl. Opernhaus Berlin)
- Kevelaer. Berlin 1910.
- Lux aeterna. Berlin 1911.
- Der große König. Berlin 1912.
- Die Brinkschulte. Berlin 1913 (Digitalisat)
- Kerkyra. Berlin 1913.

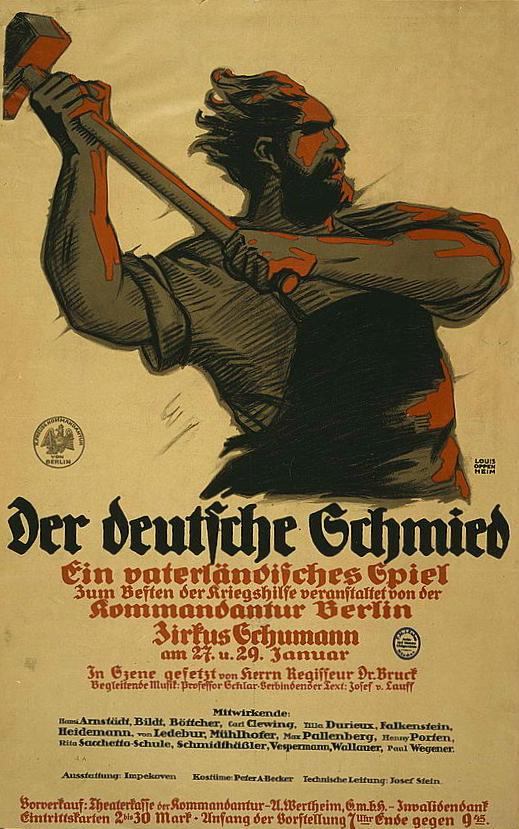
Der deutsche Schmied. Berlin 1915.

- Anne-Susanne. Berlin 1915 (Digitalisat)
- Die Brixiade. Berlin.
  - 1. Ein komisches Mondschein-, Wein- und Moselmärchen. 1915 (Digitalisat)
  - 2. Die Martinsgans. 1918 (Digitalisat)
  - 3. Die Sauhatz. 1920 (Digitalisat)
- Singendes Schwert. Berlin
  - 1 (1915)
  - 2 (1916)
- Sergeant Feuerstein. Berlin 1917.
- Schnee. Berlin 1919 (Digitalisat)
- O wie liegt so weit. Magdeburg 1920.
- Sinter Klaas. Berlin 1921 (Digitalisat)
- Springinsröckel. Berlin 1922 (Digitalisat)
- Die Seherin von der Getter. Berlin 1923 (Digitalisat)
- Die Tragikomödie im Hause der Gebrüder Spier. Berlin 1924 (Digitalisat)
- Die heiligen drei Könige. Berlin 1925 (Digitalisat)
- Juffer Beetie. Qualen. Magdeburg 1925.
- Der Prediger von Aldekerk. Berlin 1926.
- Perdje Puhl. Berlin 1927.
- Der papierene Aloys. Berlin 1928 (Digitalisat)
- Volk ohne Ehre. Leipzig 1929.
- Das Joseph-von-Lauff-Buch. Berlin 1930.
- O du mein Niederrhein. Berlin 1930 (Digitalisat)
- Elisabeth Wandscherer, die Königin. Leipzig 1931 (Digitalisat)
- Spiegel meines Lebens. Berlin 1932.
- Die Heilige vom Niederrhein. Leipzig 1933 (Digitalisat)